# Deane C. Davis
Deane Chandler Davis (* 7. November 1900 in Barre, Washington County, Vermont; † 8. Dezember 1990 in Montpelier, Vermont) war ein US-amerikanischer Politiker und von 1969 bis 1973 Gouverneur des Bundesstaates Vermont.

## Frühe Jahre und geschäftlicher Aufstieg
Deane Davis besuchte bis 1918 die Spaulding Highschool. Nach einem anschließenden Jurastudium an der Boston University wurde er 1922 als Rechtsanwalt zugelassen. Danach begann er in seinem Heimatort Barre in diesem Beruf zu arbeiten. Davis war damals auch Mitglied des Stadtrats. Zwischen 1924 und 1926 war er auch als Anwalt für diese Stadt tätig. Von 1931 bis 1936 war er Richter am Vermont Supreme Court. Danach war er bis 1940 Partner der namhaften Anwaltskanzlei Wilson, Carver, Davis and Keyser. Alle vier Partner sollten später noch politische bzw. juristische Karriere in Vermont machen. Deane Davis und Stanley C. Wilson wurden Gouverneure von Vermont, Carver wurde Justizminister dieses Staates und Keyser Richter am Obersten Gerichtshof von Vermont. Seit 1940 arbeitete er auch für die National Life Insurance Company. In der Firma brachte er es bis 1968 zum Vorstandsvorsitzenden. Davis war auch im Vorstand anderer Firmen und Gesellschaften und galt als erfolgreicher Geschäftsmann.

## Gouverneur von Vermont
Bis 1968 hatte Davis außer seiner Zeit im Stadtrat von Barre keine politischen Ämter ausgeübt. Aufgrund seiner juristischen und geschäftlichen Laufbahn hatte er sich aber in Vermont einen guten Ruf geschaffen. Obwohl er, auch aufgrund seines Alters, zunächst als Außenseiter galt, konnte er sich in den Vorwahlen der Republikanischen Partei gegen James L. Oakes, den Attorney General von Vermont, durchsetzen. Die eigentlichen Wahlen gewann er dann gegen Vizegouverneur John Daley, den Kandidaten der Demokratischen Partei.
Deane Davis trat sein neues Amt am 9. Januar 1969 an. Nach einer Wiederwahl im Jahr 1970 konnte er bis zum 4. Januar 1973 in seinem Amt bleiben. Als Gouverneur setzte er gegen erheblichen Widerstand eine Mehrwertsteuer durch, mit deren Hilfe das Haushaltsdefizit verringert werden sollte. In seiner Regierungszeit wurden auch einige Gesetze zur Verbesserung des Umwelt- und Gewässerschutzes erlassen. Außerdem betrieb Gouverneur Davis eine Verwaltungsreform der Staatsbehörden.

## Weiterer Lebenslauf
Nach dem Ende seiner Gouverneurszeit war Davis Mitglied zahlreicher Organisationen und Vereinigungen. So war er unter anderem zwischen 1973 und 1975 Präsident des Cooperative Health Information Center. Er gehörte dem zivilen Verteidigungsrat (Civil Defense Advisory Council) an, war Mitglied der American Judicature Society und Vorsitzender der Vermont Morgan Horse Association. Deane Davis starb im Dezember 1990 im Alter von 90 Jahren. Er war zweimal verheiratet und hatte vier Kinder.